# Suecia
Suecia is een Zweeds historisch merk van motorfietsen. De motoren werden in de periode 1928-1940 gemaakt bij Suecia Verkstäder in  Örkelljunga.
Suecia leverde 248, 348 en 490 cc-modellen met JAP-motoren.